# Ноель Льєтер
Ноель Льєтер (фр. Noël Liétaer; 17 листопада 1908, Невіль-ан-Феррен, Нор, Франція — 21 лютого 1941, Росток, Німеччина) — французький футболіст, крайній нападник. Учасник чемпіонату світу 1934 року.

## Спортивна кар'єра
Першим клубом в кар'єрі був «Туркуен». У 1932 році перейшов до складу одного із засновників професіональної лиги — «Ексельсіора» з Рубе.
У першому сезоні, команда з півночі Франції, здобула єдиний в своїй історії трофей. На шляху до фіналу були здобуті перемоги над «Руаном», «Ніццею» і «Сетом». Суперниками у вирішальному матчі були земляки з «Расінга». У перші 26 хвилин гри нападники Жульєн Буже, Норберт Ван Канегем та Марсель Ланжіє забили три м'ячі і «Ексельсіор» став переможцем кубка Франції.
Загалом, команда Ноеля Льєтера була типовим середняком французького футболу. Найкраще досягнення в чемпіонаті — п'яте місце в сезоні 1933/34. Всього за сім сезонів Ноель провів 187 лігових матчів (17 голів), у кубку — 27 матчів (6 голів).
У складі національної команди дебютував 25 травня 1933 року проти збірної Уельсу (нічия 1:1). У березні-травні наступного року провів ще чотири матчі і потрапив до заявки на світову першість в Італії.
Другий чемпіонат світу проходив за кубковою схемою. Вже на першому етапі, жереб виявився безжальним для французів — збірна Австрії, один з головних претендентів за звання найсильнішої команди планети. Жан Ніколя відкрив рахунок у грі, але на останній хвилині першого тайму Маттіас Сінделар поновив рівновагу. Основний час завершився внічию, а в додаткові півгодини голи Шалля і Біцана змусили збірну Франції поїхати додому.
У грудні провів свій останній поєдинок на головну команду країни. На «Парк де Пренс» була здобута перемога над збірною Югославії з рахунком 3:2.
На початку Другої світової війни — солдат 100-го піхотного полку. Потрапив у полон, перебував у таборі для військовополонених. Помер від зараження крові (сепсису) у віці 32 років.

## Досягнення
- Володар кубка Франції (1): 1933

## Статистика
Статистика виступів в офіційних матчах:
| Сезон             | Команда           | Чемпіонат         | Чемпіонат | Чемпіонат | Кубок | Кубок | Збірна | Збірна |
| Сезон             | Команда           | Ліга              | Ігри      | Голи      | Ігри  | Голи  | Ігри   | Голи   |
| ----------------- | ----------------- | ----------------- | --------- | --------- | ----- | ----- | ------ | ------ |
| 1932/33           | «Ексельсіор»      | Д-1               | 18        | 6         | 8     | 2     | 1      | 0      |
| 1933/34           | «Ексельсіор»      | Д-1               | 23        | 5         | 2     | 1     | 5      | 0      |
| 1934/35           | «Ексельсіор»      | Д-1               | 29        | 0         | 3     | 2     | 1      | 0      |
| 1935/36           | «Ексельсіор»      | Д-1               | 30        | 2         | 4     | 0     | —      | —      |
| 1936/37           | «Ексельсіор»      | Д-1               | 29        | 4         | 4     | 1     | —      | —      |
| 1937/38           | «Ексельсіор»      | Д-1               | 30        | 0         | 3     | 0     | —      | —      |
| 1938/39           | «Ексельсіор»      | Д-1               | 28        | 0         | 3     | 0     | —      | —      |
| Усього за кар'єру | Усього за кар'єру | Усього за кар'єру | 187       | 17        | 27    | 6     | 7      | 0      |

Чемпіонат світу 1934 року:
| 1/8 фіналу 27 травня 1934 |

| Австрія                           | 3 — 2 | Франція                       |
| --------------------------------- | ----- | ----------------------------- |
| Сінделар 45' Шалль 93' Біцан 109' | Звіт  | Ніколя 18' Верр'є 115' (пен.) |

| «Муніципальний стадіон Беніто Муссоліні» (Турин) Глядачів: 10 000 |

Австрія: Петер Платцер, Франц Цізар, Карл Сеста, Франц Вагнер, Йозеф Смістик (), Йоганн Урбанек, Карл Цишек, Йозеф Біцан, Маттіас Сінделар, Антон Шалль, Рудольф Фіртль. Тренер — Гуго Майзль
Франція: Алексіс Тепо (), Жак Мересс, Етьєн Маттле, Едмон Дельфур, Жорж Верр'є, Ноель Льєтер, Фріц Келлер, Жозеф Альказар, Жан Ніколя, Роже Рьйо, Альфред Астон. Тренери — Гастон Барро, Джордж Кімптон.